# Elezioni comunali in Abruzzo del 1993
Le elezioni comunali in Abruzzo del 1993 si sono svolte il 6 giugno (con ballottaggio il 20 giugno), e il 21 novembre (con ballottaggio il 5 dicembre).

## Riepilogo sindaci eletti
Coalizione di centro-sinistra
     Democrazia Cristiana
     Movimento Sociale Italiano - Destra Nazionale
     Partito Socialista Italiano
     Partito Democratico della Sinistra
     Commissario prefettizio
| Provincia | Comune               | Popolazione legale (censimento 1991) | Sindaco uscente | Sindaco uscente                                 | Sindaco eletto | Sindaco eletto              | Primo turno | Primo turno | Secondo turno | Secondo turno | Seggi   |
| Provincia | Comune               | Popolazione legale (censimento 1991) | Sindaco uscente | Sindaco uscente                                 | Sindaco eletto | Sindaco eletto              | Voti        | %           | Voti          | %             | Seggi   |
| --------- | -------------------- | ------------------------------------ | --------------- | ----------------------------------------------- | -------------- | --------------------------- | ----------- | ----------- | ------------- | ------------- | ------- |
| Chieti    | Chieti               | 55.876                               |                 | Andrea Buracchio (DC)                           |                | Nicola Cucullo (MSI-DN)     | 15.851      | 42,60       | 20.354        | 57,69         | 24 / 40 |
| Chieti    | Lanciano             | 34.006                               |                 | Alfredo Sabella (commissario prefettizio)       |                | Nicola Fosco (MSI-DN)       | 6.245       | 26,51       | 14.019        | 66,33         | 18 / 30 |
| Chieti    | Vasto                | 32.880                               |                 | Antonio Prospero (DC)                           |                | Giuseppe Tagliente (MSI-DN) | 11.773      | 55,61       | —             | —             | 18 / 30 |
| L'Aquila  | Avezzano             | 37.179                               |                 | Alessandro Colagrande (commissario prefettizio) |                | Mario Spallone (PDS)        | 5.571       | 22,55       | 14.325        | 74,85         | 17 / 30 |
| L'Aquila  | Sulmona              | 25.454                               |                 | Franco Colista (commissario prefettizio)        |                | Bruno Di Masci (PSI)        | 4.640       | 28,72       | 6.885         | 52,69         | 12 / 20 |
| Pescara   | Pescara              | 122.236                              |                 | Giuseppe Ciccantelli (DC)                       |                | Mario Collevecchio (Ind.)   | 32.790      | 42,03       | 40.804        | 60,61         | 24 / 40 |
| Teramo    | Roseto degli Abruzzi | 21.101                               |                 | Salvatore Marino (commissario prefettizio)      |                | Nicola Crisci (PDS)         | 4.322       | 30,88       | 6.129         | 53,01         | 12 / 20 |

## Elezioni del giugno 1993

### Provincia di Chieti

#### Vasto
| Candidati                   | Candidati                         | Voti                        | %     | Liste                                         | Voti   | %     | Seggi |
| --------------------------- | --------------------------------- | --------------------------- | ----- | --------------------------------------------- | ------ | ----- | ----- |
|                             | Giuseppe Tagliente Eletto sindaco | 11.773                      | 55,61 | Movimento Sociale Italiano - Destra Nazionale | 11.494 | 55,30 | 18    |
|                             | Giovanni Policarpo Franco Aloé    | 9.399                       | 44,39 | Insieme per Vasto                             | 9.290  | 44,70 | 11    |
| Seggio al candidato sindaco | Seggio al candidato sindaco       | Seggio al candidato sindaco | 44,39 | 1                                             |        |       |       |
| Totale                      | Totale                            | 21.172                      | 100   |                                               | 20.784 | 100   | 30    |

### Provincia dell'Aquila

#### Sulmona
| Candidati                            | Candidati                               | Voti                        | %     | Liste                                         | Voti   | %     | Seggi |
| ------------------------------------ | --------------------------------------- | --------------------------- | ----- | --------------------------------------------- | ------ | ----- | ----- |
|                                      | Bruno Di Masci Accede al ballottaggio   | 4.640                       | 28,72 | Convenzione Democratica per Sulmona           | 4.764  | 30,99 | 12    |
|                                      | Paolo Santarelli Accede al ballottaggio | 4.256                       | 26,34 | Democrazia Cristiana                          | 4.174  | 27,15 | 3     |
| Seggio al candidato sindaco          | Seggio al candidato sindaco             | Seggio al candidato sindaco | 26,34 | 1                                             |        |       |       |
|                                      | Mauro Calore                            | 3.197                       | 19,79 | Eterogenea                                    | 2.070  | 13,47 | 1     |
| Partito della Rifondazione Comunista | Mauro Calore                            | 3.197                       | 19,79 | 753                                           | 4,90   | -     |       |
| Seggio al candidato sindaco          | Seggio al candidato sindaco             | Seggio al candidato sindaco | 19,79 | 1                                             |        |       |       |
|                                      | Mario Pizzola                           | 1.369                       | 8,47  | Federazione dei Verdi                         | 1.007  | 6,55  | -     |
| Seggio al candidato sindaco          | Seggio al candidato sindaco             | Seggio al candidato sindaco | 8,47  | 1                                             |        |       |       |
|                                      | Giorgio Di Benedetto                    | 1.147                       | 7,10  | Per Sulmona Alleanza Costituente              | 1.198  | 7,79  | -     |
| Seggio al candidato sindaco          | Seggio al candidato sindaco             | Seggio al candidato sindaco | 7,10  | 1                                             |        |       |       |
|                                      | Pietro Di Paolo                         | 803                         | 4,97  | Impegno per il Centro Abruzzo                 | 712    | 4,63  | -     |
|                                      | Marcello Lancia                         | 531                         | 3,29  | Movimento Sociale Italiano - Destra Nazionale | 499    | 3,25  | -     |
|                                      | Bruno Giuseppe Crugnale                 | 214                         | 1,32  | Insieme Salviamo Sulmona                      | 196    | 1,27  | -     |
| Totale                               | Totale                                  | 16.157                      | 100   |                                               | 15.373 | 100   | 20    |

Ballottaggio
| Candidati | Candidati        | Voti   | %     |
| --------- | ---------------- | ------ | ----- |
|           | Bruno Di Masci   | 6.885  | 52,69 |
|           | Paolo Santarelli | 6.183  | 47,31 |
| Totale    | Totale           | 13.068 | 100   |

## Elezioni del novembre 1993

### Provincia di Chieti

#### Chieti
| Candidati                            | Candidati                               | Voti                        | %     | Liste                                         | Voti   | %     | Seggi |
| ------------------------------------ | --------------------------------------- | --------------------------- | ----- | --------------------------------------------- | ------ | ----- | ----- |
|                                      | Nicola Cucullo Accede al ballottaggio   | 15.851                      | 42,60 | Movimento Sociale Italiano - Destra Nazionale | 12.360 | 36,72 | 24    |
|                                      | Gianfranco Conti Accede al ballottaggio | 12.338                      | 33,16 | Alleanza di Progresso                         | 8.529  | 25,34 | 6     |
| Partito della Rifondazione Comunista | Gianfranco Conti Accede al ballottaggio | 12.338                      | 33,16 | 2.912                                         | 8,55   | 2     |       |
| Seggio al candidato sindaco          | Seggio al candidato sindaco             | Seggio al candidato sindaco | 33,16 | 1                                             |        |       |       |
|                                      | Lelio Scopa                             | 8.194                       | 22,02 | Centro Popolare per Chieti                    | 8.955  | 26,60 | 6     |
| Seggio al candidato sindaco          | Seggio al candidato sindaco             | Seggio al candidato sindaco | 22,02 | 1                                             |        |       |       |
|                                      | Giacomo Obleiter                        | 824                         | 2,21  | Lega Italia Federale                          | 906    | 2,69  | -     |
| Totale                               | Totale                                  | 37.207                      | 100   |                                               | 33.662 | 100   | 40    |

Ballottaggio
| Candidati | Candidati        | Voti   | %     |
| --------- | ---------------- | ------ | ----- |
|           | Nicola Cucullo   | 20.354 | 57,69 |
|           | Gianfranco Conti | 14.929 | 42,31 |
| Totale    | Totale           | 35.283 | 100   |

#### Lanciano
| Candidati                     | Candidati                                | Voti                          | %     | Liste                                         | Voti   | %     | Seggi |
| ----------------------------- | ---------------------------------------- | ----------------------------- | ----- | --------------------------------------------- | ------ | ----- | ----- |
|                               | Nicola Fosco Accede al ballottaggio      | 6.245                         | 26,51 | Movimento Sociale Italiano - Destra Nazionale | 4.951  | 22,54 | 18    |
|                               | Nicola Bellisario Accede al ballottaggio | 4.301                         | 18,26 | Democrazia Cristiana                          | 4.761  | 21,67 | 2     |
| Seggio al candidato sindaco   | Seggio al candidato sindaco              | Seggio al candidato sindaco   | 18,26 | 1                                             |        |       |       |
|                               | Annamaria Russo                          | 3.959                         | 16,80 | Lista civica                                  | 3.592  | 16,35 | 2     |
| Seggio alla candidata sindaca | Seggio alla candidata sindaca            | Seggio alla candidata sindaca | 16,80 | 1                                             |        |       |       |
|                               | Mario Pupillo                            | 3.658                         | 15,53 | Alleanza-Patto                                | 3.639  | 16,57 | 2     |
| Seggio al candidato sindaco   | Seggio al candidato sindaco              | Seggio al candidato sindaco   | 15,53 | 1                                             |        |       |       |
|                               | Salvatore Di Matteo                      | 3.630                         | 15,41 | Lista civica                                  | 3.298  | 15,01 | 1     |
| Seggio al candidato sindaco   | Seggio al candidato sindaco              | Seggio al candidato sindaco   | 15,41 | 1                                             |        |       |       |
|                               | Mario Bruno                              | 1.767                         | 7,50  | Lista civica di centro                        | 1.725  | 7,85  | -     |
| Seggio al candidato sindaco   | Seggio al candidato sindaco              | Seggio al candidato sindaco   | 7,50  | 1                                             |        |       |       |
| Totale                        | Totale                                   | 23.560                        | 100   |                                               | 21.966 | 100   | 30    |

Ballottaggio
| Candidati | Candidati         | Voti   | %     |
| --------- | ----------------- | ------ | ----- |
|           | Nicola Fosco      | 14.019 | 66,33 |
|           | Nicola Bellisario | 7.117  | 33,67 |
| Totale    | Totale            | 21.136 | 100   |

### Provincia di Pescara

#### Pescara
| Candidati                            | Candidati                                 | Voti                        | %     | Liste                              | Voti   | %     | Seggi |
| ------------------------------------ | ----------------------------------------- | --------------------------- | ----- | ---------------------------------- | ------ | ----- | ----- |
|                                      | Mario Collevecchio Accede al ballottaggio | 32.790                      | 42,03 | Partito Democratico della Sinistra | 12.220 | 17,50 | 11    |
| Partito della Rifondazione Comunista | Mario Collevecchio Accede al ballottaggio | 32.790                      | 42,03 | 7.429                              | 10,64  | 7     |       |
| Azione Progressista                  | Mario Collevecchio Accede al ballottaggio | 32.790                      | 42,03 | 4.137                              | 5,92   | 4     |       |
| Alleanza per Pescara                 | Mario Collevecchio Accede al ballottaggio | 32.790                      | 42,03 | 1.925                              | 2,76   | 1     |       |
| La Rete                              | Mario Collevecchio Accede al ballottaggio | 32.790                      | 42,03 | 1.334                              | 1,91   | 1     |       |
|                                      | Nicola Cirelli Accede al ballottaggio     | 23.966                      | 30,72 | Proposta per Pescara               | 17.926 | 25,67 | 7     |
| Costituente Laico-Riformista         | Nicola Cirelli Accede al ballottaggio     | 23.966                      | 30,72 | 5.381                              | 7,70   | 2     |       |
| Seggio al candidato sindaco          | Seggio al candidato sindaco               | Seggio al candidato sindaco | 30,72 | 1                                  |        |       |       |
|                                      | Delio Napoleone                           | 14.477                      | 18,56 | Lista Primula                      | 12.523 | 17,93 | 4     |
| Seggio al candidato sindaco          | Seggio al candidato sindaco               | Seggio al candidato sindaco | 18,56 | 1                                  |        |       |       |
|                                      | Sebastiano Curcio                         | 2.010                       | 2,58  | Lega Italia Federale               | 1.965  | 2,81  | -     |
|                                      | Mario Di Zenobio                          | 1.932                       | 2,48  | Nuova Pescara                      | 1.947  | 2,79  | -     |
|                                      | Franco Brunetti                           | 1.894                       | 2,43  | Risveglio Morale                   | 2.142  | 3,07  | -     |
| Seggio al candidato sindaco          | Seggio al candidato sindaco               | Seggio al candidato sindaco | 2,43  | 1                                  |        |       |       |
|                                      | Lucia Cieri                               | 950                         | 1,22  | Nuova Italia                       | 917    | 1,31  | -     |
| Totale                               | Totale                                    | 78.019                      | 100   |                                    | 69.846 | 100   | 40    |

Ballottaggio
| Candidati | Candidati          | Voti   | %      |
| --------- | ------------------ | ------ | ------ |
|           | Mario Collevecchio | 40.804 | 60,61  |
|           | Nicola Cirelli     | 26.515 | 39,39  |
| Totale    | Totale             | 67.319 | 100,00 |

### Provincia di Teramo

#### Roseto degli Abruzzi
| Candidati                     | Candidati                              | Voti                          | %     | Liste                                         | Voti   | %     | Seggi |
| ----------------------------- | -------------------------------------- | ----------------------------- | ----- | --------------------------------------------- | ------ | ----- | ----- |
|                               | Nicola Crisci Accede al ballottaggio   | 4.322                         | 30,88 | Partito Democratico della Sinistra            | 4.149  | 30,59 | 12    |
|                               | Tommaso Ginoble Accede al ballottaggio | 3.066                         | 21,90 | Lista di centro                               | 3.131  | 23,08 | 3     |
| Seggio al candidato sindaco   | Seggio al candidato sindaco            | Seggio al candidato sindaco   | 21,90 | 1                                             |        |       |       |
|                               | Angelo Donato D'Ambrosio               | 2.273                         | 16,24 | Lista ecologica                               | 2.098  | 15,47 | 1     |
| Seggio al candidato sindaco   | Seggio al candidato sindaco            | Seggio al candidato sindaco   | 16,24 | 1                                             |        |       |       |
|                               | Antonio Di Felice                      | 1.305                         | 9,32  | Alleanza-Patto                                | 1.155  | 8,52  | -     |
| Seggio al candidato sindaco   | Seggio al candidato sindaco            | Seggio al candidato sindaco   | 9,32  | 1                                             |        |       |       |
|                               | Patricia Corradi                       | 1.101                         | 7,87  | Lista di centro (A)                           | 1.065  | 7,85  | -     |
| Seggio alla candidata sindaca | Seggio alla candidata sindaca          | Seggio alla candidata sindaca | 7,87  | 1                                             |        |       |       |
|                               | Filiberto Di Giuseppe                  | 633                           | 4,52  | Movimento Sociale Italiano - Destra Nazionale | 667    | 4,92  | -     |
|                               | Pietro Di Berardino                    | 518                           | 3,70  | Lista civica                                  | 554    | 4,08  | -     |
|                               | Raffaele Longo                         | 397                           | 2,84  | Movimento Sociale Italiano - Destra Nazionale | 348    | 2,57  | -     |
|                               | Francesco Daniele                      | 383                           | 2,74  | La Rete                                       | 397    | 2,93  | -     |
| Totale                        | Totale                                 | 13.998                        | 100   |                                               | 13.564 | 100   | 20    |

- La lista contrassegnata con la lettera A è apparentata al secondo turno con il candidato sindaco Tommaso Ginoble.

Ballottaggio
| Candidati | Candidati       | Voti   | %     |
| --------- | --------------- | ------ | ----- |
|           | Nicola Crisci   | 6.129  | 53,01 |
|           | Tommaso Ginoble | 5.433  | 46,99 |
| Totale    | Totale          | 11.562 | 100   |